# ツァーベルン事件

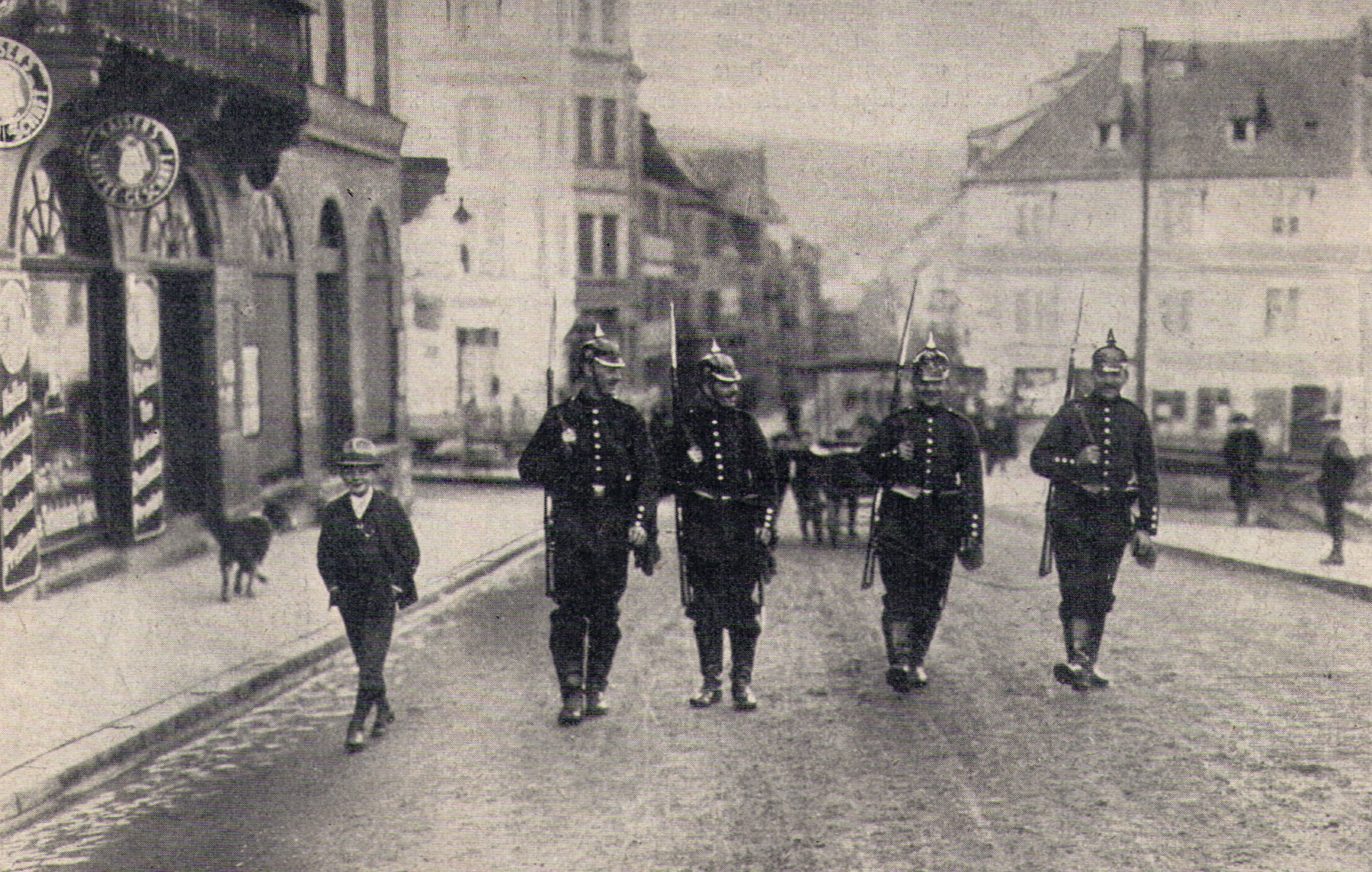
銃剣をつけた兵士の警邏。1913年初頭。ツァーベルンの路上にて。

ツァーベルン事件（ツァーベルンじけん、アレマン語・標準ドイツ語: Zabern-Affäre）は、1913年末にツァーベルン（フランス語ではサヴェルヌ）に駐屯していたプロイセン軍将校の侮蔑的発言をきっかけに生じた軍と住民の衝突事件、またそれによって生じたドイツ帝国内における政治的危機をいう。ツァーベルンがあるエルザス（フランス語ではアルザス）州は、ロートリンゲン州とともに普仏戦争以降ドイツ帝国の直轄州であり、プロイセン軍の第99（第2上ライン）歩兵連隊に所属する2個大隊が駐屯していた。事件の背景には、「第二級の国民」であるエルザス人への差別感情や軍国主義的時代思潮とそれに対するエルザス人の反感があった。

## 発生

### エルザス人に対する侮辱

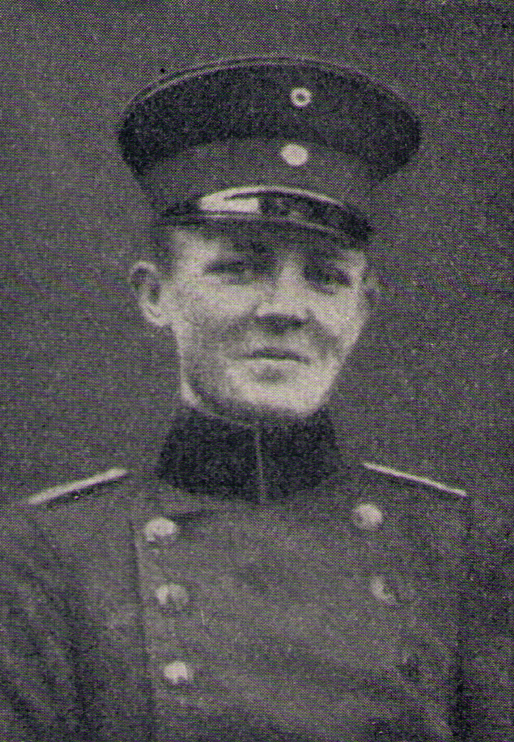
事件の発端となったフォルストナー少尉

1913年10月28日に初年兵教育を担当していたギュンター・フライヘル・フォン・フォルストナー (Günter Freiherr von Forstner (1893–1915)) 少尉が、有事の際には銃剣を用いるべしという趣旨でこう発言した。
もし襲われたら、武器を用いよ
続けて刃傷事件の前科がある新兵に対してエルザス人を侮辱する発言をした。
その際にヴァッケス（Wackes・エルザス人の蔑称）を刺突しても構わん。さらに本官が10マルク差し上げよう。
のみならずフォルストナーは、フランス人のエージェントが外人部隊に引き抜こうとしてくるから気を付けるようにと、好戦的な調子で警告した。

### 住民と軍の反応

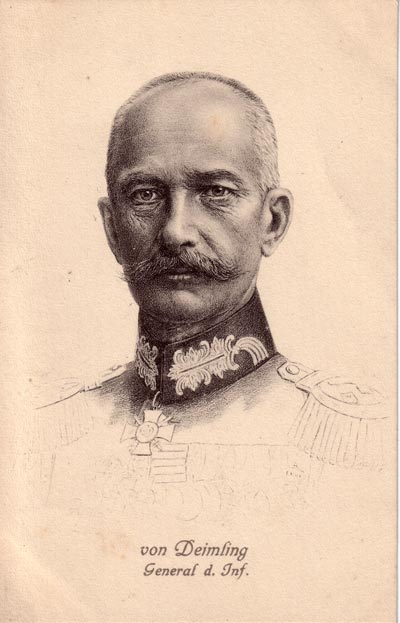
ベルトホルト・フォン・ダイムリンク

11月6日、地元紙の『エルザス人』と『ツァーベルン新聞』がこの出来事を報じるに及び、翌日には住民の中でプロイセン軍に断固抗議する動きが出た。
エルザス＝ロートリンゲンのカール・レオ・ユリウス・フォン・ヴェーデル総督はエルンスト・フォン・ロイター連隊長とベルトホルト・フォン・ダイムリンク将軍に対し、フォルストナーを転任させるように要求したが、軍の名誉と体面を理由に、フォルストナーにはわずか6日間の外出禁止が言い渡されただけであった。11日にシュトラースブルクの政府当局は公式見解を公表し、「ヴァッケス」は喧嘩好きな人間にとって一般的な名称であるとして、事件を過小評価した。22日には、連隊所属の兵士10人が報道機関に機密事項を漏らした容疑で逮捕された。
その間、エルザス人世論の中で抗議の声が静かに広がっていた。外出禁止が解けたフォルストナー少尉が姿をあらわし、指揮官の指示のもと武装した護衛に守られていたことが、人々を挑発した。特にデモに参加した若者がフォルストナーに向かって繰り返しあざけり面罵し、地元警察は止めることができなかった。 ダイムリンクの指示を受けて、連隊長のロイター大佐は地元政府議長のマーラーに対し、警察の協力を得て秩序を回復するか、さもなければ自分自身が措置を講じなければならなくなると勧告した。エルザス人のマーラーは住民に共感を抱いており、抗議は平和的で違法行為はないからと、要求を撥ねつけた。

### 事態の悪化
11月28日、兵営の前に群衆が集まった。ロイターは歩哨長のシャット少尉に解散させるように命じた。シャットは歩哨らに戦闘準備を指示する一方、人々に3回解散を求めた。武器で脅された人々は、兵営の中庭を横断して反対側の道まで追いやられ、法的裏付けが無いにもかかわらず多くの人々が逮捕された。逮捕された中には、ツァーベルン裁判所の裁判長、2人の判事、1人の検察官がいたが、裁判所から外に出たところをたまたま群衆に巻き込まれたのであった。逮捕者のうち26人は石炭貯蔵室で一晩監禁された。以前フォルストナーの問題を報じた新聞社の編集室は、ある情報提供者の指摘を受けた兵士たちによって違法な捜査を受けた。
ツァーベルンが戒厳令の下におかれた結果、軍が文民政府から権力を奪い、事実上統治権を握った。デモや集会を防ぐために機関銃を持った兵士が通りに立った。

## 経過

### 皇帝の反応

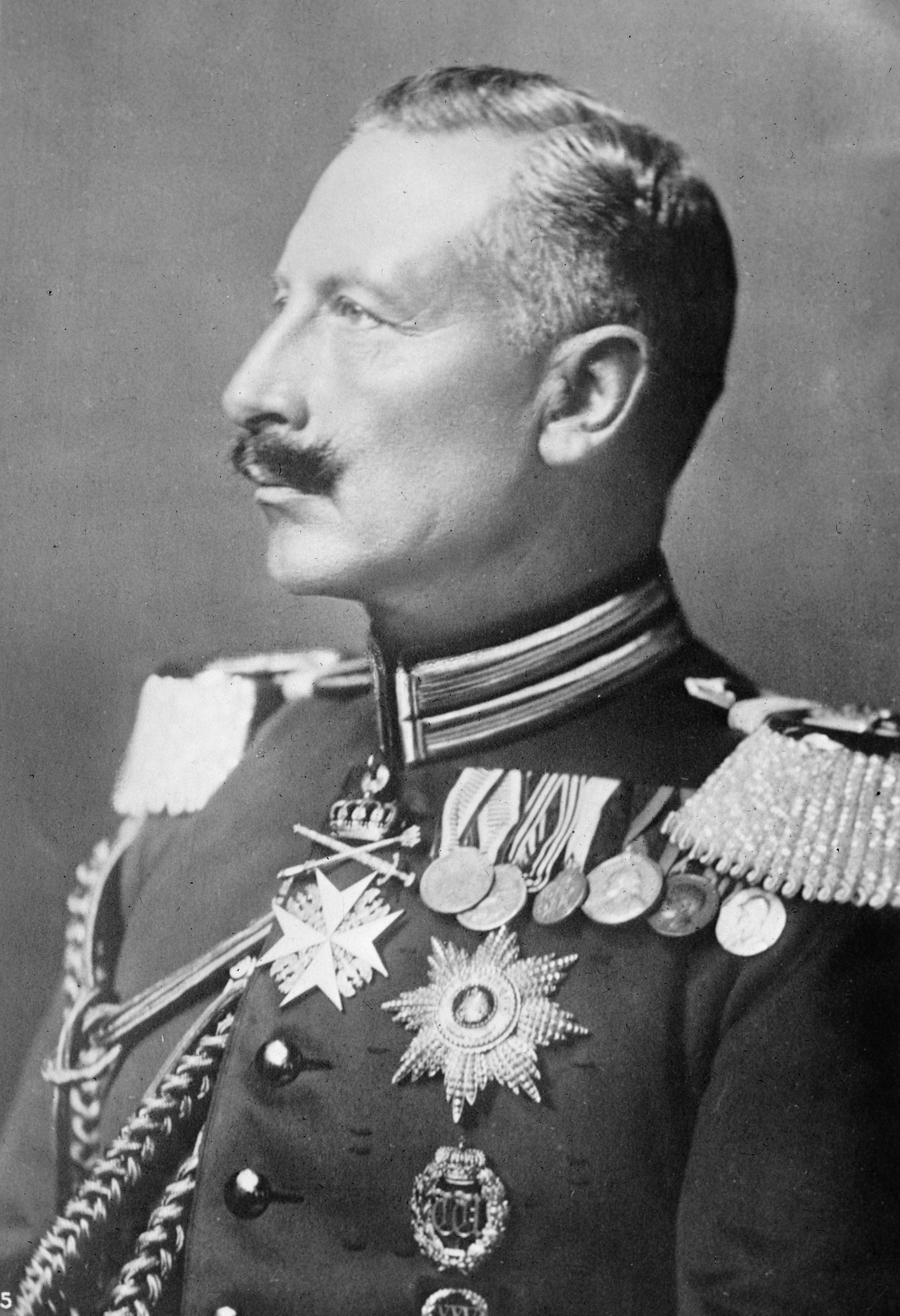
ドイツ皇帝ヴィルヘルム2世

事件発生時、ヴィルヘルム2世はドナウエッシンゲンにあるフュルステンベルク侯マックス・エゴン2世の所有地で狩をしていた。これはかなり前から予定されていたとはいえ、皇帝が事件に無関心であるという悪い印象が残った。皇后アウグステ・ヴィクトリアが列車でドナウエッシンゲンに駆けつけて、ベルリンに戻るように皇帝を説得したという噂が流れた。歴史家のヴォルフガング・モムゼンによれば、この時点ではヴィルヘルム2世はエルザスで発生した事件が政治に与える影響を過小評価していたという。ヴェーデル総督は事件を過激で違法だと報告し、事件解決のために皇帝と個人的に話し合いたい旨願い出たが、ヴィルヘルム2世はしばらく待つように回答している。まずはシュトラースブルクの軍司令部の報告を待ってからということであった。
11月30日、プロイセン戦争相のエーリッヒ・フォン・ファルケンハインとダイムリンク、それに何人かの高官がドナウエッシンゲンに到着し、6日間にわたって会議を重ねた。ヴィルヘルム2世が軍事的観点からしか意見を聞きたがっていなかったようであったため、国民の怒りは増していた。無視された帝国宰相のベートマン＝ホルヴェークはますます圧力を受けるようになり、ようやく会議の終了間近になって参加した。会議の結果は、大部分の国民から見て幻滅に終わった。皇帝が軍の行為を承認し、越権行為を信ずるに足る理由は無いとしたからである。ダイムリンクはツァーベルンに司令官を送り、12月1日文民政府の権力が回復した。

### フォルストナー、第2の蹉跌
12月2日、ツァーベルンで軍事演習が実施された。その模様は通りから旅の靴屋が目撃している。靴屋は、若く派手に着飾ったフォルストナーを見て笑いだし、近くにいた住民もそこに加わった。そのため、フォルストナーは自制心を失い、持っていたサーベルで靴屋を突き倒して、靴屋の頭に重傷を負わせた。新たな攻撃によって事態はさらに激化した。
軍事法廷が開かれたが、一審でフォルストナーに科されたのはたった43日間の勾留であり、上級審では一審の判決が完全に破棄された。フォルストナーは5人の武装兵に付き添われていたが、靴屋は非武装で一方的に攻撃された。それにもかかわらず、判決はフォルストナーの行為を自衛であるとみなした。靴屋が笑ったのが、王冠を侮辱した不敬罪に問われたのである。軍の仲間内ではフォルストナーは激励を受けた。彼が暴力行為でもって軍の名誉を守ったとされたからであった。

### 抗議活動は帝国全土へ
11月28日に、ツァーベルン議会は皇帝、ベートマン＝ホルヴェーク、ファルケンハインに電報を送り、市民の恣意的な逮捕に抗議した。2日後には、社会民主党の集会が3千人の参加者を集めてミュールハウゼンで開催され、兵士の違法行為に対してデモを行った。決議ではエルザス州を軍事独裁下にあるとして、必要ならストライキに訴えてでも現状を打破することを要求した。12月2日、シュトラースブルクでは、エルザス＝ロートリンゲンの数都市の市長が軍の暴政から市民を守るための手段を採ることができるよう、皇帝に訴えた。
憤慨の波は帝国全体へ広がった。軍のやり方に対する嫌悪感が広がっていった。社会民主党で特にそうであった。12月3日、社会民主党議長は党の全組織に抗議集会を呼び掛け、その4日後にはドイツの17都市で集会が開かれた。ベルリン、ブレスラウ、ケムニッツ、デュースブルク、デュッセルドルフ、エルバーフェルト、ケルン、ライプツィヒ、ミュールハイム・アン・デア・ルール、ミュンヘン、ゾーリンゲン、そしてシュトラースブルクなどの都市で、社会民主党は軍の横暴な支配に対してデモを実施し、ベートマン＝ホルヴェークとファルケンハインの辞任を要求した。ツァーベルン事件をきっかけに、軍国主義に反対し、帝国内のマイノリティの権利を擁護するため、市民運動が燃え上がったのである。
それでも帝国政府は軟化しなかった。ヴィルヘルム2世は、当分は問題を拡大させないため、12月5日ツァーベルンの部隊をドナウエッシンゲンから一時的に移動するように命じた。翌日と翌々日には、兵士たちはオーバーホーフェンとビッチェの軍訓練場へと移動していった。
12月11日、シュトラースブルク軍事法廷で、公然とフォルストナーの侮辱発言の正当性を主張したとして、ツァーベルンの初年兵二人に対し、それぞれ3週間と6週間の拘禁を宣告した。シュトラースブルク警察は12月17日、第15軍団総司令官の求めに応じ、クローマー＆シュラック社製の蓄音器で記録したレコードを押収した。そのレコードには太鼓の連打音とともに会話が記録されており、それによってツァーベルン事件で起こった出来事が明らかになった。さらに軍はドイツ人将校を侮辱罪で告訴した。これにより、住民の抗議活動は終息に向かった。

### ベートマン＝ホルヴェークの不信任案

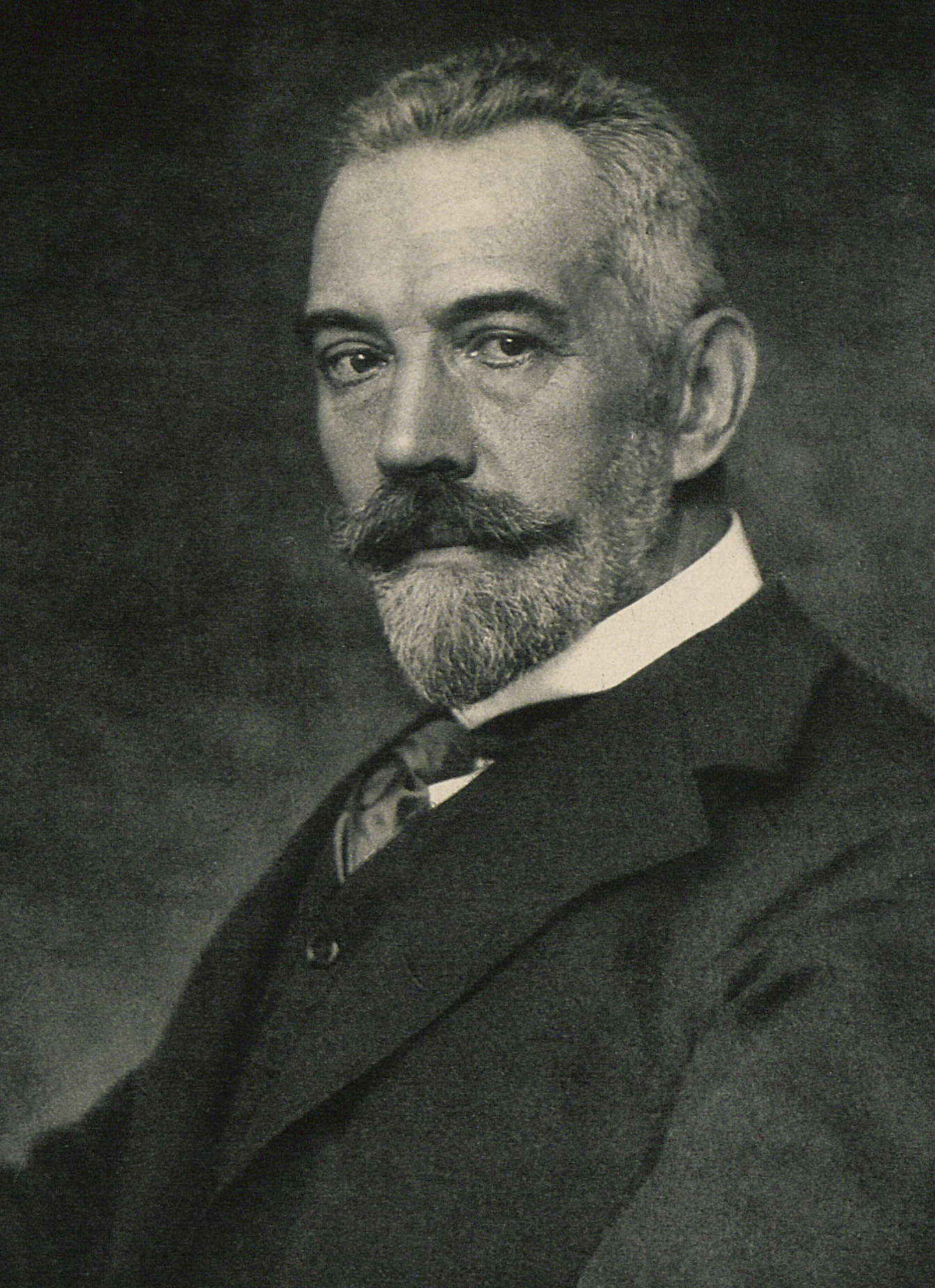
ドイツ帝国宰相テオバルト・フォン・ベートマン＝ホルヴェーク

ツァーベルンでの出来事はまた、帝国議会で激しい議論を引き起こした。中央党、社会民主党、進歩人民党の三党は宰相に対して議会の調査を指示した。12月3日、中央党のカール・ハウス、進歩人民党のローザー、社会民主党のジャック・ペイロートの三人の議員はそれぞれの党を代表して、ツァーベルン事件に対する批判的な見解を開陳して議論の火蓋を切った。ベートマン＝ホルヴェークは軍の行為を取り繕って演説を締めくくったが、一部始終を見ていた人には彼がナーバスに震えていたのが明らかに見て取れた。宰相の後にファルケンハインが初めて帝国議会で演説した。将校たちはただ自分の仕事を全うだけだと弁護し、報道機関は軍に影響を及ぼそうと扇動的なやり方で事件を強調していると鋭く批判した。
ここにおいて、議会と宰相の見解の相違が明確になった。議論は翌日も続いた。ベートマン＝ホルヴェークの二回目の演説は前回よりも印象は良かったが、議会の雰囲気を好転させるには至らなかった。12月4日、帝国議会は1912年に獲得した不信任投票権（帝国議会議院規則33条a項）を帝国史上初めて行使した。賛成293票、棄権4票、反対54票で、政府の行為は帝国議会の見解に沿わないとして不承認とした。なお、反対票はもっぱら保守系のグループが投じたものであった。
しかし、この投票は何の効果もなかった。このことは、ツァーベルン事件が20世紀初頭におけるドイツ帝国のパワー・バランスを示す一つの例であることを物語っている。社会民主党が、不承認の責任をとって宰相に辞任を要求した時、ベートマン＝ホルヴェークはそれを拒否し、自分が皇帝の信任にのみ依拠していることを示した。これは帝国憲法第15条を見ればわかっていたことである。同条によると、皇帝はその意志によって宰相を交代させることができ、帝国議会の決議に従う必要がなかった。それは皇帝が全権力をもって帝国の「議会化」に抵抗するものであった。さらに、ベートマン＝ホルヴェークは議会の問題が政府を拘束することを拒否した。帝国議会と政党は帝国において単に二義的な意義しか持たないとみなされたのである。
12月9日、社会民主党は政府の予算を否決して宰相をその職から追おうとしたが、十分な賛同を得られなかった。ポーランド党がこの案に賛成したのみであった。

## 結果

### 裁判
1914年1月5日から10日までシュトラースブルクで開かれた軍事法廷で、文民警察から権限を不当に取り上げた罪を問われていたフォン・ロイター大佐とシャット少尉は無罪判決を受けた。裁判では、確かに兵士たちの侮辱行為について謝罪したのであったが、秩序を維持すべき文民政府には責めを負わせたのである。また、1820年のプロイセンの政令を持ち出している。それは誰もが忘れていたし、適用が帝国直轄州に及ぶかどうか疑わしいものであった。政令は、文民政府が秩序の維持をなおざりにした場合、その都市にいる最も高い階級の軍人が法的権力を握らなければならないとしていた。被告人らはこの規定に従って行動したのであるから、罪に問うことはできなかったのである。
裁判の成り行きを興味深く見守っていた多くの自由主義者がひどく幻滅させられた一方で、軍人の中では判決に対する歓喜の声が広がり、まだ裁判所にいた被告人の両名に祝福を送った。ヴィルヘルム2世も喜び、すぐにロイターに勲章を与えた。軍は強く自信に満ちた勝者として舞台を降り、帝国における軍の不可侵性を固めることもできた。

### 帝国内における軍隊出動の法的規制
1月14日、帝国議会は文民権力に軍の権限を法的に規制することを目的に、委員会を設ける議決をした。10日後、国民自由党議長のエルンスト・バッサーマンと中央党のマルティン・シュパーンの両者は、軍事法廷の民法上の根拠を明らかにするよう政府に要求する動議を提出し、可決された。
ヴィルヘルム2世は、3月19日に「軍による武器使用と国内不安の鎮圧への関与に関する規則」を公布した。これにより、プロイセン軍は文民政府の担当範囲に許可なく干渉できなくなり、軍隊出動には文民政府からの事前の要求が必要とされた。この法律は、1936年1月17日にナチが「国防軍による武器使用に関する通達」をもって廃止するまで有効であった。

### 帝国議会の議論ふたたび
刑事犯罪学者のフランツ・フォン・リストが1820年の政令の有効性に疑義を呈し、帝国議会で新たな論争が始まった。ところが、1月23日にベートマン＝ホルヴェークは有効性を認め、ツァーベルン事件での軍の行為を正当化した。

### エルザス＝ロートリンゲン

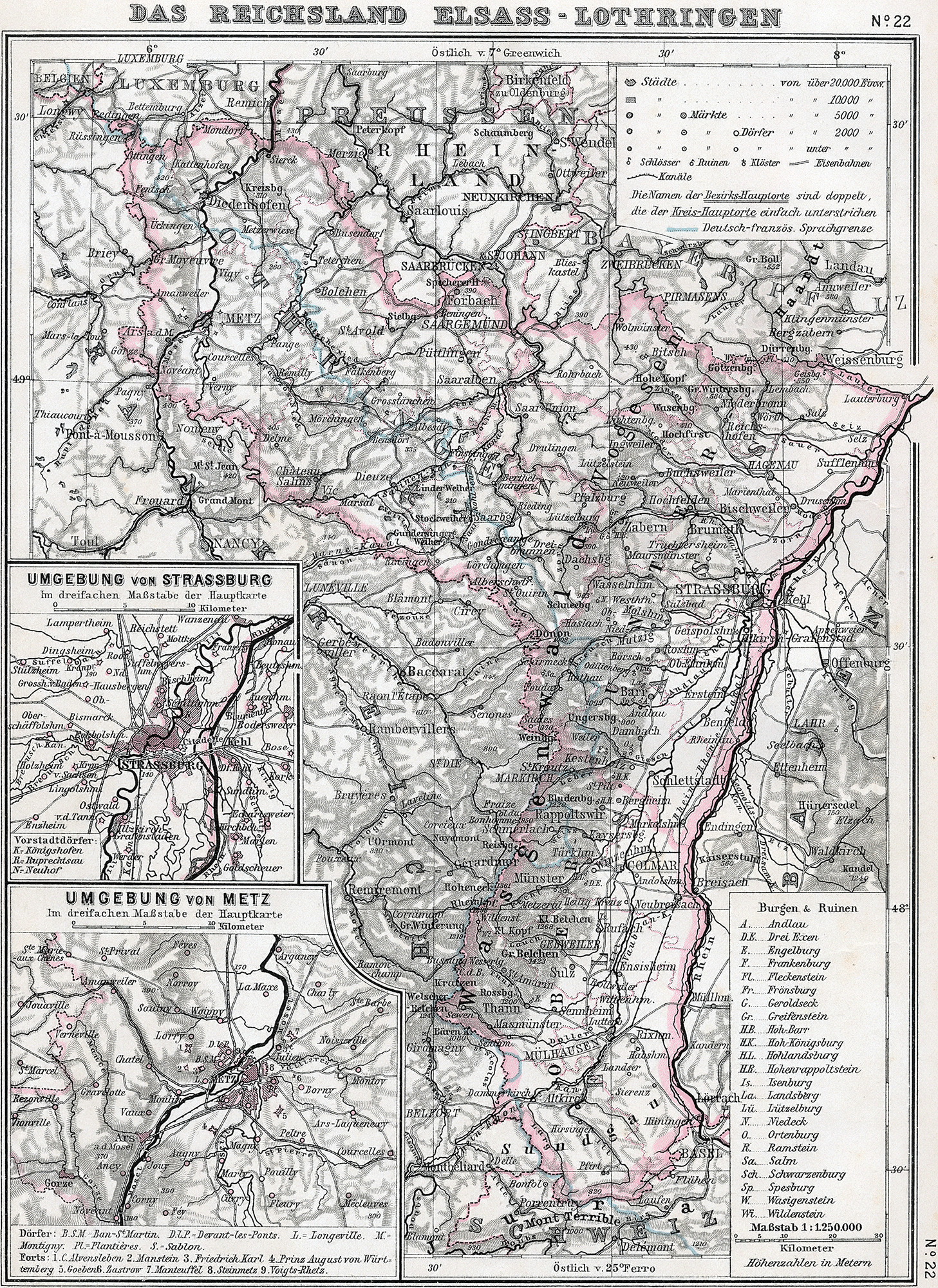
エルザス＝ロートリンゲン州の地図、1905年。

帝国内におけるエルザス＝ロートリンゲンと他の地域の関係は目に見えて悪化した。エルザス人とロートリンゲン人はこれまでよりもドイツ軍の横暴にさらされて無力さを感じるようになった。1月14日、エルザス＝ロートリンゲン議会の下院はある決議でツァーベルン事件にコメントした。文民政府の措置を弁護し、軍の行動とロイターの無罪判決を非難するものであった。様々な政党に所属する州議会議員が2月26日にシュトラースブルクでエルザス＝ロートリンゲン防衛同盟を設立した。さらに、6月16日には議会は布告を出し、今後兵役義務者は全員ドイツ帝国直轄州（つまり、エルザス＝ロートリンゲンのこと）の外においてのみ兵役を勤めるべきだとした。
ツァーベルン事件によって、人事異動も行われた。エルザス＝ロートリンゲンで二つの最も重要なポストが交替した。1月31日、エルザス＝ロートリンゲン省次官はフーゴ・フライヘル・ツォルン・フォン・ブーラッハからポツダム上級評議会員のジークフリート・フォン・ローデルンに代わった。4月18日には総督がカール・フォン・ヴェーデルからプロイセン内相のヨハン・フォン・ダルヴィッツに代わり、エルザス人を失望させた。ダルヴィッツは間違いなく独裁国家の支持者であり、1911年にエルザス＝ロートリンゲンで認められていた憲法を拒絶した。
しかし、第一次世界大戦の勃発が、ドイツ帝国とエルザス＝ロートリンゲンの衝突がこれ以上深刻になる障害となった。

### 文化への影響
作家ハインリヒ・マンの小説『臣下』はツァーベルン事件を加工したものである。
作家ウルリヒ・ラウシャーは「行儀のよい市民」を嘲っている。

　　Ob Euresgleichen auch zu Haufen

　　vor Bajonett und Säbelhieb –

　　Marsch, Marsch! Hopp, Hopp! – Spießruten laufen:

　　Ihr seid doch alle leutnantslieb!

　　Ihr fühlt nur unter Kolbenstößen

　　Euch wahrhaft wohl im Vaterland.

　　Verdammt, die sich derart entblößen,

　　nachdem sie selber sich entmannt!

　　Euch werde fernerhin in Gnaden

　　der Säbel übers Hirn gehaut!

　　Ihr seid des Deutschen Reichs Kastraten!

　　Hurrah, du Eisenbraut!

クルト・ツコルスキは社会民主党の機関紙『前衛』に寄せた詩の中で、フォルストナー少尉の「勇気」を笑い物にした。

　　Der Held von Zabern

　　Ein «Mann» mit einem langen Messer,

　　und zwanzig Jahr –

　　ein Held, ein Heros und Schokladenesser,

　　und noch kein einzig Schnurrbarthaar.

　　Das stelzt in Zaberns langen Gassen

　　und kräht Sopran –

　　Wird man das Kind noch lange ohne Aufsicht lassen? –

　　Es ist die allerhöchste Eisenbahn! –

　　Das ist so einer, wie wir viele brauchen! –

　　Er führt das Korps!

　　Und tief bewegt sieht man die Seinen tauchen

　　nach Feinden tief in jedes Abtrittsrohr.

　　Denn schließlich macht man dabei seine Beute –

　　wer wagt, gewinnt!

　　Ein lahmer Schuster ist es heute,

　　und morgen ist’s ein Waisenkind.

　　Kurz: er hat Mut, Kuhrasche oder besser:

　　ein ganzer Mann! –

　　Denn wehrt sich jemand, sticht er gleich mit’s Messer,

　　schon, weil der and’re sich nicht wehren kann.
事件後、軍事力の濫用あるいはより一般的に暴虐で攻撃的な行為を示す名称として、ツァーベルニズム（zabernism)という単語が英語に採り入れられた。

## 同時代人の証言
- 「（それこそビスマルクとの会話に出てくる）プロイセンの副官の真似をするような奴が誰一人としていないようならば、多くの州ばかりか一つの州をも統治し得ないのがプロイセン＝ドイツの軍国主義の現実ではないか」 （カール・リープクネヒト、事件の7年前）[4]
- 「我々が住んでいるのは、陸軍大佐が裁判所に対して法律を押しつけることが許されている南アメリカの共和国なのか？ 市民の生活と自由が、将校クラブ（Kasinogesellschaft）の決定に左右されてしまうのか？」（テオドール・ヴォルフ、ジャーナリストで作家）
- 「我々は、アカデミズムと軍国主義の大言壮語がドイツ的心情の代弁者となることに、抗議しなければならない」（テオドール・ホイス、事件の直前[5])
「ツァーベルンは兆しにすぎない」(テオドール・ホイス 、事件の直後[6]）
- 「もっとやれ！」（ヴィルヘルム・フォン・ホーエンツォレルン、ヴィルヘルム2世の長男、1913年末から1914年はじめ頃の電報）
- 「ツァーベルンで威信を傷つけられて歯をむきだしにした「武官」なるものの本職または本性は、じつに戦争で人を殺し、人を不具にすることではないのか」（ローザ・ルクセンブルク）[7]

## 脚註
1. ↑  Wolfgang J. Mommsen: War der Kaiser an allem schuld?, S. 203.
2. ↑   Ulrich Rauscher: Den braven Bürgern. In: Die Schaubühne, 15. Januar 1914, S. 70.
3. ↑   Theobald (Kurt Tucholsky): Der Held von Zabern. In: Vorwärts, Jg. 30, Nr. 318, 3. Dezember 1913.
4. ↑  Karl Liebknecht in einem Vortrag vor dem Mannheimer Jugendkongress im Oktober 1906, dann wieder in seiner Schrift Militarismus und Antimilitarismus unter besonderer Berücksichtigung der internationalen Jugendbewegung. Leipzig, 1907. Hier zitiert nach Volker R. Berghahn (Hg.): Militarismus. Kiepenheuer & Witsch, Köln 1975, S. 91.
5. ↑  Theodor Heuss: Der deutsche Chauvinismus. In: März, 7. Jg./Nr. 34 vom 23. August 1913, S. 269
6. ↑  Theodor Heuss: Die Zaberner Schüssel. In: März, 8. Jg./Nr. 3 vom 17. Januar 1914, S. 99
7. ↑  Rosa Luxemburg: Sozialdemokratische Korrespondenz, Nr. 3. Berlin, 6. Januar 1914.（日本語訳「ツァーベルン事件の決算」『ローザ・ルクセンブルク選集第3巻』（現代思潮社、1969年）93-97頁。）